# 吉江崇
吉江 崇（よしえ たかし、1973年 - ）は、日本の歴史学者。専門は日本古代政治史。京都大学国際高等教育院歴史文明教室教授。

## 人物・経歴
長野県上田市生まれ、大阪府枚方市育ち。1997年大阪教育大学教育学部教養学科卒業。1999年京都大学大学院文学研究科歴史文化学専攻修士課程修了。2002年京都大学大学院文学研究科歴史文化学専攻博士後期課程研究指導認定退学、京都大学大学院文学研究科助手兼埋蔵文化財研究センター助手。2005年博士（文学）。2007年京都教育大学教育学部社会科学科講師。2009年京都教育大学教育学部社会科学科准教授。2017年京都大学大学院人間・環境学研究科准教授。2022年京都大学国際高等教育院歴史文明教室教授。

## 著書
- 『日本古代宮廷社会の儀礼と天皇』（塙書房） 2018年

### 共著
- 『律令国家史論集』（塙書房） 2010年
- 『岩波講座日本歴史 第4巻 (古代4)』（岩波書店） 2015年
- 『東大寺の新研究 2』（法藏館） 2017年
- 『兵範記 ; 範国記 ; 知信記 影印篇』（思文閣出版） 2020年
- 『兵範記 ; 範国記 ; 知信記 翻刻・解説篇』（思文閣出版） 2020年
- 『京都を学ぶ : 文化資源を発掘する 洛東編』（ナカニシヤ出版） 2021年